# 国际反战反法西斯同盟
国际反战反法西斯同盟（又称“国际反战反法西斯斗争委员会”）是第二次世界大战前的一个国际保卫和平组织。名誉主席罗曼·罗兰。许多具有不同意识形态的著名和平主义者是该委员会的成员或支持者。国际反战反法西斯同盟赞助了国际反战反法西斯妇女委员会和国际反战反法西斯学生委员会，以及包括西班牙、英国、墨西哥和阿根廷等国的国家委员会。妇女委员会特别活跃，包括妇女运动领袖，如法国的加布里埃尔·杜尚、英国的西尔维亚·潘克赫斯特和西班牙的多洛雷斯·伊巴露丽、中国的宋庆龄。

## 历史
其前身是由中国的宋庆龄、苏联的高尔基、法国的罗曼·罗兰和亨利·巴比塞等人发起，1927年2月在布鲁塞尔成立的“反帝大同盟”。1932年6月，为了进一步制止日益增长的新的世界大战的危险，反帝大同盟执行委员亨利·巴比塞、罗曼·罗兰、宋庆龄等倡议世界反战运动。1932年春天成立了国际反战委员会。参加委员会的还有马克西姆·高尔基、马赛尔·加香、叶莲娜·斯塔索娃等。委员会建议各国知识分子和世界各大冶金业、化学工业和运输中心的工人推选代表参加国际反战大会。为了响应这一号召，各国纷纷成立国际反战大会发起人小组。领导这些小组的都是科学文化界的知名人士。在1932年5月至8月期间，各国举行会议，选出了出席反战大会的代表。瑞士政府不许反战大会在瑞士境内举行，声言这次大会“是苏联共产党人策动的”。荷兰政府虽然同意大会在阿姆斯特丹召开，但是提出了保留条件，即不许苏联代表入境。第二国际坚决反对召开反战大会，号召各国社会民主党人不参加大会筹备工作、绝不参加大会。1932年8月27日至29日在阿姆斯特丹举行世界反对帝国主义战争大会（World Congress Against Imperialist War，又称“世界反战大会”、国际反战大会），各国共选出约5000名代表，亨利·巴比塞和罗曼·罗兰签发邀请函，但由于各国政府的禁止，来自世界25个国家的不同政党和劳动团体的2244名代表代表各国反战组织的3000万成员出席了会议。法国代表团的阵容最大，达585人。苏联人只有高尔基出席了大会。宋庆龄被选为大会筹备委员，因忙于营救国际主义人士牛兰夫妇而未能出席大会，但仍被大会选为名誉主席。片山潜在大会上演讲：“日本帝国主义者不仅是中国人、朝鲜人的敌人，也是日本工人和农民的敌人”“现在日本帝国主义者又在掠夺中国的东北，进攻热河和上海，杀人放火”，并特别指出，对于日本帝国主义的这种残酷的侵略战争，日本共产党人和日本革命的工农群众正在同中国人民一道进行着英勇的反战斗争。日本帝国主义者已在中国开始点起了帝国主义侵略战争的火焰，世界人民已面临着世界大战的危险，因此，向全世界劳动人民大声疾呼号召：“我们必须以革命战争来反对帝国主义战争，必须变帝国主义战争为国内战争。” 大会通过有关决议，强烈谴责日本帝国主义对中国的侵略，反对日益迫近的帝国主义战争危险，“在目前之政治状态下，任何帝国主义战争，结果必牵动全世界”，尤其日本之侵入中国“会引发诸大强国之间未来非常惨酷的争夺”“反对对于苏联作恶意的和造谣的宣传”“反对瓜分中国”。大会成立世界反对帝国主义战争委员会（World Committee against Imperialist War，简称“世界反战委员会”，“国际反战委员会”，“国际反帝非战同盟”）和各国分会，以发动世界人民的反对帝国主义战争的斗争。设立了驻在巴黎的常设机构——国际局。许多著名的和平主义者加入了该委员会，包括阿尔伯特·爱因斯坦、亨利希·曼、伯特兰·罗素、霭理士、西奥多·德莱赛、约翰·多斯·帕索斯、厄普顿·辛克莱、舍伍德·安德森、宋庆龄等。反战委员会中只有高尔基是苏联人。
另外一个前身是由德国、波兰、意大利三国左翼工会倡议发起，1933年6月4日至6日在法国首都巴黎普莱埃尔大厅召开欧洲反法西斯工人大会。出席大会的有来自欧洲各资本主义国家的3700名代表，其中法国代表2562人。法国社会党、法国共产党和法国总工会的代表一起出席了这次大会。会议选举出欧洲工人反法西斯同盟中央委员会。
1933年8月20日，国际反战委员会和欧洲工人反法西斯同盟在巴黎通过了两大运动在国际范围内联合的决议，成立了“国际反战反法西斯同盟”（国际反战反法西斯委员会，国际反法西斯蒂非战同盟，World Committee against War and Fascism）。 该委员会按照成立会议地点被称为“阿姆斯特丹-普莱耶尔”。罗曼·罗兰为名誉主席。 亨利·巴比塞、安德烈·纪德和安德烈·馬爾羅担任联合主席。宋庆龄等被选为副主席。两名德国共产党员阿尔弗雷德·库雷拉和阿尔贝特·诺登负责日常工作。弗朗西斯·茹尔丹为秘书长。委员包括法国的保羅·朗之萬、让·龙格和安德烈·馬爾羅 、英国的诺曼·安吉尔爵士和约翰·伯顿·桑德森·霍尔丹教授、德国的亨利希·曼、美国的哈利·F·沃德、舍伍德·安德森和约翰·多斯·帕索斯，加拿大的亚历山大·阿尔伯特·麦克劳德。 
1933年9月，片山潜又写信给罗曼·罗兰等，要求国际反战反法西斯斗争委员会，组织全世界规模的反对蒋介石的运动：“请各位注意另一个反革命行动，我们必须展开国际规模的反对运动来反对这个反革命行动，这就是蒋介石在美、英帝国主义的积极协助下，对中国苏维埃和红军发动的第五次‘围剿’。反革命刽子手已经取得帝国主义的全力支持，比过去有更多的准备。现在中国革命正受到更大的威胁，我认为国际反战反法西斯委员会必须组织世界规模的反对蒋介石的运动。这个斗争将同时是反战、反法西斯的运动。”
1933年和1934年，国际委员会分别组织了大会，以协调青年、妇女和学生的反法西斯活动。
1936年7月，国际委员会鉴于德、意武装干涉西班牙共和国，决定将于9月10日在巴黎举行扩大会议，讨论援助西班牙和声援各国反法西斯斗争的群众运动问题，并通知宋庆龄参加。宋庆龄是国际委员会的副主席，但受当局严密监视不能自由行动。宋庆龄经与中共商量后，决定以她的名义委派地下党员，时任上海文化界救国会党组书记钱俊瑞前往巴黎参加会议。宋庆龄约钱俊瑞到寓所谈了两次，请钱代表她向大会呼吁“全世界人民要团结起来，不但要反对希特勒、墨索里尼的法西斯主义，还要反对日本军阀财阀的法西斯主义。他们都是凶恶的侵略者、压迫者。”还要反对“残暴的蒋介石法西斯主义”。“要说明我们在这里的斗争同欧洲各国人民的斗争是完全一致的，我们有共同的目标，我们休戚相关。全世界人民都应该起来反对法西斯，反对压迫和剥削，挣脱自己的奴隶地位。”
1936年8月13日，国际委员会在巴黎组织了一次欧洲大会，以支持西班牙内战中的共和派。
迅速席卷欧美各国的国际和平运动（International Peace Campaign，中国称之为“国际反侵略运动”）由英国国联协会会长罗伯特·塞西尔（薛西尔爵士）和法国政府航空部长皮埃尔·高特发起，1936年9月3日至6日在布鲁塞尔举行国际反侵略运动第一次代表大会（International Peace Conference），有35个国家的4000余位代表和800余位来宾出席了会议。钱俊瑞代表宋庆龄出席该大会。1936年9月10日，钱俊瑞代表宋庆龄在巴黎参加了国际反战反法西斯委员会扩大会议。

## 国际妇女反战反法西斯委员会
法国女权主义者、国际妇女和平与自由同盟法国分部负责人加布里埃尔·杜尚在阿姆斯特丹代表大会上得到亨利·巴比塞、罗曼·罗兰的支持，组建了。她成为国际委员会的书记之一。1934年8月，加布里埃尔·杜尚组织了世界妇女大会(World Assembly of Wome)，大会选出国际妇女反战反法西斯委员会发表了宣言。加布里埃尔·杜尚任主席。妇女委员会的英国发起人包括非共产主义者如夏洛特·德斯帕德、西尔维娅·潘克赫斯特、艾伦·威尔金森、维拉·布里顿和斯托姆·詹姆森。 
1935年，国际反战反法西斯妇女委员会、反帝大同盟和黑人工人联盟汇集资源，以促进言论自由并结束法国和其他欧洲列强殖民地的暴力行为。
Denise Moran Savineau [c]主持了妇女委员会的会议，共产主义者 Stéphane Rosso 发表了讲话。[14]
妇女世界委员会积极支持保卫埃塞俄比亚人民国际委员会，该委员会于1935年9月2日举行了第一次会议，意大利于1935年10月开始入侵埃塞俄比亚。
1937年，国际反战反法西斯妇女委员会在巴黎召开了另一次代表大会。

## 国际反战反法西斯学生委员会
国际反战反法西斯学生委员会，也称世界学生保障和平自由文化联合会、世界学生联合会（简称世界学联），是由世界青年保卫和平大会暨世界学生联合会代表大会选举产生。总部设在巴黎。参加世界学联的多为欧美国家的学生团体。1935年一二·九运动爆发后，世界学联多次致函清华大学、燕京大学、南开大学、复旦大学等学生组织，对中国学生的抗日救亡运动表示同情、赞扬和支持。如1936年2月8日的信中写：“你们为国家独立而斗争，当然也可说是为了世界和平而奋斗的一支生力军；你们每向前走一步，都加强了世界各地学生为和平和自由而奋斗的力量。所以，我们誓愿无条件地援助你们。”其后不久的另一封信中指出：世界各国的学生“没有像你们那样有远大的目标和英勇的精神，我们钦佩你们。”世界学联把1936年4月22日至29日定为“援助中国学生周”，号召各国青年学生在此期间采取一致行为，进行总罢课，向各国的日本使领馆示威，援助中国的抗日救亡运动，并拟定了“拥护中国独立”“反对日本帝国主义侵略中国”“拥护中国学生的民族解放运动”等口号。
1936年6月初，中国学生救国联合会在上海成立时即通过决议加入了世界学联。1936年7月15日世界学联致信：“你们的斗争即是我们的斗争，你们的目的就是我们的目的”“我们保证世界学联对于中国学生的不断的援助，直到中国学生达到目的为止。”
1936年8月31日至9月6日，第一次世界青年保卫和平大会（第一次世界青年大会）在日内瓦召开。它以“国际联盟之友社世界协会”的名义，由世界学联发起并主持召开，成为一个包括不同国家、不同民族、不同阶层、不同政治和宗教信仰的青年在一起讨论青年自身问题和保卫和平的世界性大集会。中国全国学联收到世界学联的邀请后，派宣传部长陆璀前往赴会。陆璀与陶行知、王海镜等旅欧中国学生代表约20人组成中国代表团，参加了第一次世界青年大会。陆璀代表中国青年在大会上发言，介绍了中国青年学生为民族解放所做的努力，呼吁世界学联对中国给予最大的支持。
1937年8月，第二次世界青年保卫和平大会（又称第二次世界青年和平大会）在巴黎举行。中国全国各界救国联合会下属的中国学生救国联合会派出的会议代表陈柱天恳请世界学联派代表团到中国作实地考察，收集有关日军侵华暴行和中国抗战的第一手材料，以便在次年在纽约召开的世界青年大会上宣传。大会通过了《派遣代表团来华》《给抗日的中国人民以物资帮助》的决议案。
1938年4月13日，世界学联常务委员安德烈·维克多（Andre Victor）、勃拉霍·赫尔培（Blaho Hrnby）从巴黎总部寄出函件，通知中国朋友：世界学联所组织的国际学生代表团，已经启程来中国了。代表团组成：
- 柯乐曼（英语：James Klugmann），26岁，剑桥大学文学士，任世界学联秘书(长)
- 白乃德·傅路德（英语：Bernard Floud），23岁，牛津大学文学士，代表英国三大团体即基督教青年会、国际青年和平会、英国学生会。其父为时任英国驻加拿大高级专员Francis Floud（英语：Francis Floud）。
- 莫莱·雅德（英语：Molly Yard），女，26岁，美国学生联合会组织部干事，代表美国15个学生团体、90％的美国青年。生于成都的一个循道宗传教士家庭。
- 聂尔·雷克难（Neil Morrison），加拿大人，美国康奈尔大学学生，代表加拿大学生基督教协会及加拿大学生大会。
- 当时的计划中还有一位墨西哥学生代表，一位法国学生代表。但他们最终未能赶上参加这个代表团。

代表团计划在中国访问两个月，走访广西、武汉、长沙、两安、重庆、广州等。代表团来华的具体任务有四项：
1. 把世界各国青年与学生对中国人民抗战的同情和联合一致的精神带给中国青年；
2. “调查中国英勇抗战之实况及日本侵略之非人道的真面目”
3. 考察在抗战背景下中国青年组织的种种活动；
4. “所得真相传播于世界青年与学生之前”。

1938年5月22日，代表团4人均先后抵达武汉。5月25日下午，中共中央长江局和八路军驻汉办事处在汉口中山路江春饭店举行茶话会，招待国际学生代表团，武汉各界邵力子、邹韬奋、郭沫若、李公朴等社会名流，各党派、各团体、各新闻单位代表，还有日本反战作家鹿地亘、池田幸子夫妇、美国作家史沫特莱，以及日、美、英、法、苏、比、荷等国代表，共计400余人出席茶话会。周恩来致开幕词，长江局书记王明代表中共中央致欢迎词。柯乐满在讲话中说：“日本在各国常常宣传，中国是一个懦弱的国家，是一个内部分裂、自相残杀的国家”，这个招待会却“活画了一幅中国各党各派各阶层统一团结的鲜明的图画”。5月26日武汉《新华日报》以“我国民族团结的图画”和“世界人士联合的缩影”为标题，采用增版的形式进行报道。5月26日，蒋介石接见了世界学联代表团的代表，并发表《告世界学生代表团书》。随后代表团经九江抵南昌、浙江金华、义乌、临浦等前线考察，发现“接近前线的城镇被炸得很惨”，而“对我将士之英勇与游击队员历次予敌重大打击甚为钦佩”。6月6日，代表团由南昌返武汉，11日赴长沙驻留3天，参观学校、民众团体、伤兵医院，了解民训情况，与学生座谈。学会了唱中国救亡歌曲《义勇军进行曲》和《牺牲已到最后关头》。6月14日下午，代表团离湘返汉时在长沙火车站面对欢送的人群，诚恳地表示：“现在我们不愿意多讲话，请诸位看我们回国后的实际行动吧！”6月17日，代表团自武汉飞赴重庆，6月20日抵成都，6月24日飞西安考察。6月27日代表团从西安出发乘汽车赴陕甘宁边区考察，下榻延安西北旅馆。在延安参观了中央党校、陕北公学、中国抗日军政大学，与八路军和边区青年广泛接触。7月1日中共中央召开欢迎大会，毛泽东在欢迎词中说：“中共中央以万分诚意欢迎世界学联派遣代表团来华考察，感谢世界学联对中国的衷心援助。抗战虽然要自力更生，但外援也有重大意义，我们需要国际援助，希望代表团把中国人民的这一愿望带给将要开幕的世界青年大会和全世界人民。”当晚代表团参加了延安各界群众庆祝中国共产党成立17周年大会。7月2日，毛泽东会见代表团并长谈。代表团共提出了5个问题，即陕甘宁边区在中国的意义和作用、中共在全中国的作用、缩短持久战时间的条件、抗战胜利后中共的主要任务、当前中国和世界青年学生的主要任务。毛泽东一一作答，最后表示：“我代表中国共产党和中国人民向你们致敬！希望你们回去之后，把中国伟大抗日战争的真相带给世界学生与人民。我们与你们永远团结起来，为中国的自由平等而战，为世界的永久和平与永久幸福而战！”7月3日上午在副校长罗瑞卿、教育长许光达、政治部主任张际春陪同下，代表团到中国抗日军政大学校部小礼堂与学生代表座谈，并参观了学员第二大队女生宿舍、学员第三大队窑洞宿舍。正在延安养伤的林彪校长陪同午餐，柯乐曼向林彪校长提出要当抗大的一名名誉学生，请授予其抗大的名誉博士学位；雅德女士提出授予其名誉游击队员称号。7月3日晚20时，林彪校长主持了抗大欢迎世界学联代表团大会，会上军委参谋长滕代远为每名代表送一枚“红军十周年纪念章”、一枚“国民革命军第十八集团军证章”，并授予每位代表“八路军名誉战士”称号，还将一套八路军数次战役中缴获战利品的照片送给代表团。林彪校长、罗瑞卿副校长分别将以抗大教育委员会主席毛泽东、校长林彪、副校长罗瑞卿共同签发的名誉博士证书、缀着领章帽徽的抗大军服及毕业证章送给四位代表。还把11种抗大教材讲义突击翻译为英语送给代表团。7月4日，延安党政军民代表团为代表团举办欢送大会。之后，代表团经西安返汉，7月下旬启程经广州前往美国，参加即将在纽约召开的第二届世界青年大会。
世界学联代表团访华，促进了民族抗战大团结。柯乐满在一次演讲中说：“我们到中国后，给我们印象最深的是中国各阶层的人，不论男女老少，都懂得为什么要抗战。中国军民的团结，以及人民觉悟为什么抗战正是中国一定能够胜利的保证。”鼓舞了中国军民的士气，更加坚定了抗战必胜的信心，使中国军民看到了“各国人民对我们援助的实际状况，使全国同胞了解国际同情确乎在我们这一边，因而更加提高我们的抗战情绪，加强我们的抗战力量”。5月17日晚，柯乐满在接受《新华日报》记者采访时，举出了很多令人感动的各国青年学生援华运动的事实。他将各国援华的方式概括为3种：一是慈善性质的捐助，二是抵制日货，三是督促本国政府并要求国联采取有效步骤制止日本侵华。柯乐满指出：“各国青年都认识中国这次抗战是一个长期的艰苦的斗争。中国虽失去了许多土地，但这只是一时的得失，最后的胜利一定是属于中国的。”从5月中旬到7月下旬，在两个多月的时间里，代表团走遍了华南、华中、东南、西南、延安，从广阔的后方到激战的前线，从国民党的正面战场到共产党的敌后战场，从最高领袖到普通群众，从政治军事到文化教育，代表团每到一处，讲得最多的话就是“我们支持你们！”“胜利属于中国！”实际上为中国抗战作了一次广泛的舆论宣传和精神动员。
代表团在1938年8月纽约召开的第二届世界青年大会上发表了《告世界青年、学生团体及各报界书》，依据在中国收集到的大量事实材料，“备述来华后对我国抗战之种种感想”，“准备分别在英、美、法、比、荷、加拿大各国大学及重要城市青年学生团体中公开讲演中国问题。”

## 在中国的活动
1932年11月10日，共产国际执行委员会政治书记处听取并赞同由威廉·明岑贝格递交的关于向满洲派特别委员会和在上海召开反帝大会的信。会议责成共产国际执委会反战委员会具体拟订这个问题。11月15日，共产国际执行委员会政治书记处政治委员会会议听取了反战委员会负责人贝拉·库恩拟定的关于给远东反战大会指示的建议，主要内容是：
1. 远东反战会议将在上海以国际会议的形式召开；“中国、日本、朝鲜和满洲的代表应该参加上海的大会”
2. 召开会议的动议将由世界反战委员会巴黎会议以发号召书的方式公开提出；
3. 宋庆龄领导上海筹备委员会；
4. 会议的主题是中日冲突；
5. 派往满洲的调查团由欧美著名作家组成；
6. 参加会议者的成分如阿姆斯特丹会议一样；
7. 会议的性质应该是非共产主义的群众性活动；
8. 会议经费开支应靠募集当地的资金来解决，共产国际只对调查团和欧洲其他必要的代表团给予资助。

12月21日至24日，在巴黎举行了国际反战委员会执行局扩大会议。会议专门讨论了日本帝国主义侵略中国问题，决定派亨利·巴比塞率领由欧美各分部委员会代表所组成的代表团前来中国调查日本侵略罪行;准备在远东、南美、巴尔干、
斯堪的纳维亚等各地分别举行反战大会；反战大会在远东的上海应首先举行；在上海的大会中举行世界反战委员会第三届常务会议。
1933年1月16日，共产国际执行委员会政治书记处政治委员会致电中共中央并抄送共产国际驻华代表埃韦特，通报了巴黎会议的情况和所作的决议，最好吸收包括国民党在内的一切真正的民族革命人士参加，条件是反对日本帝国主义和国民党领导，并正式通知远东反战大会“筹委会领导人是宋庆龄”。1933年2月7日，埃韦特向共产国际执行委员会政治书记处委员、负责处理中国问题的皮亚特尼茨基报告：“我们已着手筹备在上海召开反帝代表大会。在北平也将组织这样的代表大会。将尽量尝试半合法地举行这次会议。”遵照中共中央指示，中共江苏省委与宋庆龄协商后决定由宋庆龄公开出面筹备，具体工作则由江苏省委宣传部部长冯雪峰主持。1933年6月18日，宋庆龄被正式推选为上海各界欢迎巴比塞代表团及远东反战会议筹备委员会主席。为了动员国内外反帝反战的人们积极支持与参加这次大会，1933年8月6日宋庆龄以世界反对帝国主义战争委员会远东会议筹委会主席名义，发表《反对帝国主义战争》的声明。声明首先指出：由于西方资本主义危机正在加深，各国的矛盾与冲突日益尖锐。“这些矛盾冲突正把世界迅速导向新的战争火焰中去”，接着列举了资本主义世界狂热地扩军备战，奔走于缔结同盟，特别是在德国，法西斯已夺取了政权，而远东的日本侵占了中国广大的土地，还在长驱直入，企图在瓜分中国、奴役中国人民的竞争中，抢在各帝国主义者的前面。同时，日本一心一意地在它夺取的中国领土上扩军备战，计划进攻苏联等等事实，并由此得出结论：“这一切把人类投向战争、死亡和毁灭的活动，正是当前时局的特点。”声明呼吁“把世界工人阶级和全体劳苦大众的战斗力量组织起来，惟有他们才能使帝国主义列强的战争计划归于无效。惟有全世界的人民的联合行动，才能制止未来的屠杀。”并表示热忱地欢迎一切愿意参加这个运动的人们和团体都派遣代表出席“九月份上海举行的反战大会”。 
1933年8月18日，宋庆龄畏艰险，不顾当局不许外国代表登陆的禁令，亲自到码头上船迎接来沪的世界反战委员会代表团一行4人，领队是英国工党议员马莱勋爵，团员是法共党员、《人道报》主编伐扬·古久烈，比利时共产党人马尔度，英国人哈密尔敦。亨利·巴比塞因病未能来沪。
1933年8月21日，中共上海中央局以中共中央的名义发给各级党部关于筹备世界反帝非战大会的紧急通知，明确说明：“这次反帝大会定名为反法西斯蒂非战大会，各地党部必须把反对帝国主义战争与反对法西<斯>主义紧密的联系起来。”在此之后，出现了“远东反战反法西斯蒂代表大会”、“远东反战反法西斯代表大会”等名称。
1933年9月30日，世界反对帝国主义战争委员会远东反战大会（又称“远东反战反法西斯大会”）在上海的大连湾路秘密举行。原定中外代表800名，由于当局阻挠，只到了上海工人、东北义勇军、平绥路工人、第十九路军士兵、河北、福建、江苏以及苏区红军代表，国际反帝非战同盟代表等65人，其中来自国外的除世界反战委员会代表团的4名成员外，还有法国共产党人雅克·多里奥、法国社会党人布比，《中国论坛》的伊罗生也作为外国代表与会。代表们推选马莱勋爵（英人）、伐扬·古久烈、马尔度、宋庆龄及东北义勇军代表、苏区代表、上海工人代表等9人为主席团，宋庆龄任执行主席。还推选罗曼·罗兰和亨利·巴比塞（法国）、高尔基和伏罗希洛夫（苏联）、台尔曼和托尔格勒尔（德国）、工人阶级老战士汤姆·曼（英国）、季米特洛夫（保加利亚）、片山潜（日本）、朱德、鲁迅和毛泽东等为名誉主席团。宋庆龄主持会议并致开幕词。大会听取马莱作的关于各国人民反对帝国主义战争的报告。报告痛斥了帝国主义侵略和法西斯猖獗。宋庆龄在会上作了题为《中国的自由与反战斗争》的演说。在演说中，她尝试用马克思列宁主义阶级分析的方法，观察中国和世界局势；论述了帝国主义发动侵略战争的社会、阶级根源；阐明了战争与革命以及她对各种不同性质的战争所抱的态度。她说，当前时代的特点是：“目前是资本主义制度垂死的时代。资本主义正在不顾一切地寻求出路，解决自身的矛盾。资本主义者面前的唯一出路，就是加重对人民的剥削和压迫，并准备进行重新瓜分世界市场的新战争。资本主义制度陷入混乱中，越陷越深”“目前的时代标志了一个新的社会制度——社会主义——的诞生”“无产阶级革命便成为我们这一时代最迫切的社会需要了”“资本主义者在战争中寻求自己的生路，劳苦大众必须在革命中寻求自己的生路”“我们并不是反对一切战争”“我们反对帝国主义战争，但是我们拥护武装人民的民族革命战争。”“反动的武力只能以革命的武力来对抗”“我不想笼统地、全面地讲那日益增长的战争危险。可以说，中国早就在战争中，而且侵略中国的战争发展成为世界大战的烈火，只不过是短暂的时间问题了。”演说最后号召全体中国人民“在反对日本和其他帝国主义的斗争中，即在争取中国统一、独立和领土完整的斗争中，团结一致！”并强烈呼吁“让我们在整个远东，尤其在中国，发动一个强有力的运动，反对帝国主义战争！”会议通过了《反对帝国主义战争，反对法西斯蒂的宣言》《反对白色恐怖抗议书》《反对帝国主义进攻苏联的抗议书》《反对帝国主义和中国军阀进攻红军的抗议书》等等。会议还宣布正式成立远东反帝非战同盟中国分会（世界反对帝国主义战争委员会中国分会)，选举宋庆龄为主席。短短一天的秘密会议，取得了圆满成功。
随着形势的变化，1933年10月27日中国共产党驻共产国际代表团王明和康生草拟的《中国人民对日作战的基本纲领》（又称《抗日救国六大纲领》）发给中共中央政治局，要求建立下层的民族革命统一战线，这一纲领于1934年在宋庆龄的帮助下得以公开发表，并获得广泛支持。
1933年11月15日，共产国际执行委员会政治书记处政治委员会会议《关于上海反战大会成果和评价的决议》指出：上海会议“开展了广泛的工人、知识分子和学生运动，不仅包括工人阶级的进步阶层，而且也包括工人阶级的落后阶层，特别是在上海，渗透到一系列企业中，这以前我们的运动完全没有在这里出现过，或者很少出现；吸引和动员了广大小资产阶级知识分子人士，以前他们与反战运动没有任何关系。”对国际代表团的组成，与埃韦特所谓“代表团糟糕的人员组成简直不可想象”的评价不同，决议要求世界反战反法西斯委员会共产党党团应该“仔细研究代表团的报告”，“应该保证散发报告，特别是在日本”，除报告外，还必须“尽快发表”法国代表瓦扬-古久里和英国代表汉密尔顿的报告。

## 在美国的活动
1932年出席阿姆斯特丹大会的美国代表成立了美国反战委员会(American Committee for Struggle Against War)，不久后更名为美国反战反法西斯同盟。这个团体得到了许多著名的美国知识分子的支持，并拥有数百万成员。大多数支持该同盟的美国和平主义者都明白它与共产党的密切联系以及保护苏联的目标，但鉴于战争风险不断增加，他们愿意容忍这一点。
美国共产党的埃拉·里夫·布洛尔（1862-1951年参加了1934年在巴黎举行的世界妇女大会，并当选国际妇女反战反法西斯委员会委员。她成为美国反战反法西斯同盟全国执行委员会委员，并在这个角色中试图将劳工运动和和平运动联合起来。克拉拉·沙维尔森·莱姆利奇是美国反战反法西斯同盟的组织者，经常宣传反对核武器和军备竞赛。1949年访问苏联后，她的护照被吊销，1951年被传唤到众议院非美活动调查委员会聆讯。

## 书目
- Alba, Víctor. . Transaction Publishers. 1983-01-01  [2015-03-07]. ISBN 978-1-4128-1999-2.
- Arnesen, Eric. . Taylor & Francis. 2007  [2015-03-07]. ISBN 978-0-415-96826-3.
- Barberis, Peter; McHugh, John; Tyldesley, Mike. . A&C Black. 2000  [2015-03-07]. ISBN 978-0-8264-5814-8.
- Boittin, Jennifer Anne. . U of Nebraska Press. 2010-06-01  [2015-03-07]. ISBN 978-0-8032-2993-8.
- Burke, David. . Boydell & Brewer Ltd. 2008  [2015-03-07]. ISBN 978-1-84383-422-9.
- Carle, Emmanuelle. . Archives du féminisme. July 2004, (7)  [2015-01-31]. （原始内容存档于2019-06-06） （French）.
- Ceplair, Larry. . Columbia University Press. 1987  [2015-03-06]. ISBN 978-0-231-06532-0.
- Davies, Thomas. . Oxford University Press. 2014-10-10  [2015-03-07]. ISBN 978-0-19-025750-7.
- Dreyfus, Michel. . Matériaux pour l'histoire de notre temps. 1985, 1 (1): 21–23  [2015-01-31]. doi:10.3406/mat.1985.403982. （原始内容存档于2015-04-02） （French）.
- Jackson, Angela. . Routledge. 2003-09-02  [2015-03-07]. ISBN 978-1-134-47107-2.
- Jourdain, Francis; Haldane, J.B.S. . University College London. 1939  [2015-03-06]. （原始内容存档于2015-03-09）.
- Lewy, Guenter. . Oxford University Press. 1990-09-13: 168  [2015-03-07]. ISBN 978-0-19-987429-3.
- Liddington, Jill. . Syracuse University Press. 1989  [2015-03-06]. ISBN 978-0-8156-2539-1.
- Offen, Karen M. . Stanford University Press. 2000  [2015-03-07]. ISBN 978-0-8047-3420-2.
- Oldfield, Sybil. . CRC Press. 2003-12-16  [2015-03-07]. ISBN 978-0-203-45137-3.
- Pankhurst, Richard. . Tsehai Publishers. 2003  [2015-03-07]. ISBN 978-0-9723172-3-8.
- Payne, Stanley G. . Yale University Press. 2008-10-01  [2015-03-07]. ISBN 978-0-300-13078-2.
- Rabinbach, Anson; Moyn, Samuel. . Warren Breckman; Peter E. Gordon; A. Dirk Moses  (编). . Berghahn Books. 2013-01-15  [2015-03-07]. ISBN 978-0-85745-418-8.
- Thomas, Martin. . Manchester University Press. 2005  [2015-03-07]. ISBN 978-0-7190-6518-7.